# Львов, Никита Яковлевич
Князь Никита Яковлевич Львов (ум. 29 марта (8 апреля) 1684) — русский государственный и военный деятель, голова и воевода во времена правления Михаила Фёдоровича, Алексея Михайловича и Фёдора Алексеевича.
Из младшей линии рода Львовых. Единственный сын князя Якова Васильевича Львова.

## Биография
В 1629 году состоял патриаршим, а после того с 1629 года царским стольником. В 1635 году во время обеда у царя Михаила Фёдоровича литовских послов он был в числе стольников, носивших питьё послам. В 1639 году дневал и ночевал при гробе царевича Василия Михайловича. В 1641 и 1646 годах — на государеве дворе. В 1650—1651 годах сопровождал царицу Марью Ильиничну к Троице и в село Хорошово.
В 1654 году участвовал в Польском походе; ходил головою из Вязьмы под Красное на польских и литовских людей. В 1655 году, во время второго Польского похода, 21 июня, государь послал из Шклова «воевать своих государевых изменников Витепского уезду» Александра Лобанова-Ростовского, а с ним своего государева полку голов с сотнями; с Белянами Никиту Львова и Якова Лихарева, да с Казанскими мурзами Василия Панина. Будучи «у руки государя», Львов бил челом, что ему с Лобановым быть невместно. Государь сказал, чтобы он был так, как всем его государева служба сказана без мест. Львов вторично бил челом. Тогда государь велел, за нарушение его государева указа, бить кнутом Львова. В то же время царь велел быть ему вместе с Лобановым в посылке головою у донских казаков. В 1656 году в Польском походе он был головой «сторожи ставить». В 1658 году ему пожаловано было окольничество.
В 1660—1662 годах он был воеводой в Калуге, затем, до назначения в 1665 году на воеводство в Киев, управлял Ямским приказом. В Киеве он пробыл лишь с 11 июля до 25 ноября 1665 года и находился в чрезвычайно неприятном положении, так как в это же время Пётр Шереметев получил приказание идти из Севска с войском в Киев, и ему представлялось в Киеве положение совершенно независимое от Львова. Так, например, вновь назначенный Нежинский воевода Иван Ржевский обязывался, после приёма города Нежина, представить приёмные списки и росписи только в приказ Малой России, да в Киев, боярину и воеводе Петру Шереметеву. О «вестях», о промысле над неприятельскими людьми и о городовом береженье — он тоже должен был писать в Киев Шереметеву, а не Львову. Хотя Шереметев оставался ещё в Севске, тем не менее малороссийские старшины обращались к нему, а не к Львову по важнейшим делам Малороссии, с просьбой ходатайствовать за них перед царём. 30 октября 1665 года епископ Мефодий написал войсковому казначею Роману Ракушке, доверенному лицу Ивана Брюховецкого, уехавшего в Москву, отчаянное письмо. «Пишу сей лист своею рукою к вашей милости, впрям слезами поливающе, понеже приехал я в Киев впрям на тяжские, нестерпимые беды, когда отвсюду вести непотешные… В Киеве ничего доброго не деется, ибо воевода нынешний Киевский — человек ни к чему не пригодный: первое то, что человек древний, к ратному делу ни к чему не подобен, второе же, болен ногами и не ходит, и чpeз избу не перейдет. Опричь слез и худобы и воровства болши того в Киеве не сыщешь отнюдь. Как не поспешит боярин [Шереметев], или замедлит господин гетман на Москве, сохрани Боже, злое с Киевом деятись будет и с нашим Заднеприем, ибо понеже воевода-то робкий, всё только город страшит… Пиши к боярину, если имеет итти, чтоб шёл, а когда не пойдёт, то б отказал, чтоб ведали да умышляли, что целое лето идёт, а всё в Севску». Этому натянутому положению наступил конец через месяц: 25 ноября Львов получил царскую грамоту, с приказанием, чтобы он «город Киев с государевыми ратными людьми и казною отдал боярину Петру Васильевичу Шереметеву с товарищи и, росписався, ехал бы в Севск и был бы в Севске на великого государя службе со стольником и воеводою князем Юрьем Петровичем Трубецким». В Севске Львов пробыл до 1668 года.
В этом году он поступил в Толгский монастырь, близ Ярославля, и был пострижен в монашество с именем Нила. В Спасо-Преображенский монастырь в Ярославле Львов пожертвовал в 1669 году богатые парчевые ризы с бархатным крестом, унизанные жемчугом и драгоценными камнями; в 1677 году на средства Львова был вылит полиелейный колокол, весом в 200 пудов.
Львов скончался 29 марта 1684 года и погребён в Толгском монастыре.